# Aeroportul Vung Tau
Aeroportul Vung Tau (IATA: VTG, ICAO: VVVT) este un aeroport din Q49298717⁠(d), Vietnam ce deservește zona Vung Tau.
Situat la o altitudine de 3 m, aeroportul dispune de o singură pistă.